# Rafael Argullol
Rafael Argullol i Murgadas, né à Barcelone en 1949, est un écrivain catalan et espagnol, philosophe, poète, blogueur et professeur d'esthétique à l'Université Pompeu Fabra à Barcelone, où il dirige également l'Institut Universitari de Cultura. Auteur de 25 livres, il reçoit le prix Nadal en 1993 pour son roman La razón del mal and the 2002 prix de l'essai du Fondo de Cultura Económica en 2002 pour Una educación sensorial. Il a écrit le livret de l'opéra de Benet Casablancas créé en 2019 à Barcelone, L’Enigma di Lea.

## Source de la traduction
- (en) Cet article est partiellement ou en totalité issu de l’article de Wikipédia en anglais intitulé « Rafael Argullol » (voir la liste des auteurs).